# Nordisk Film

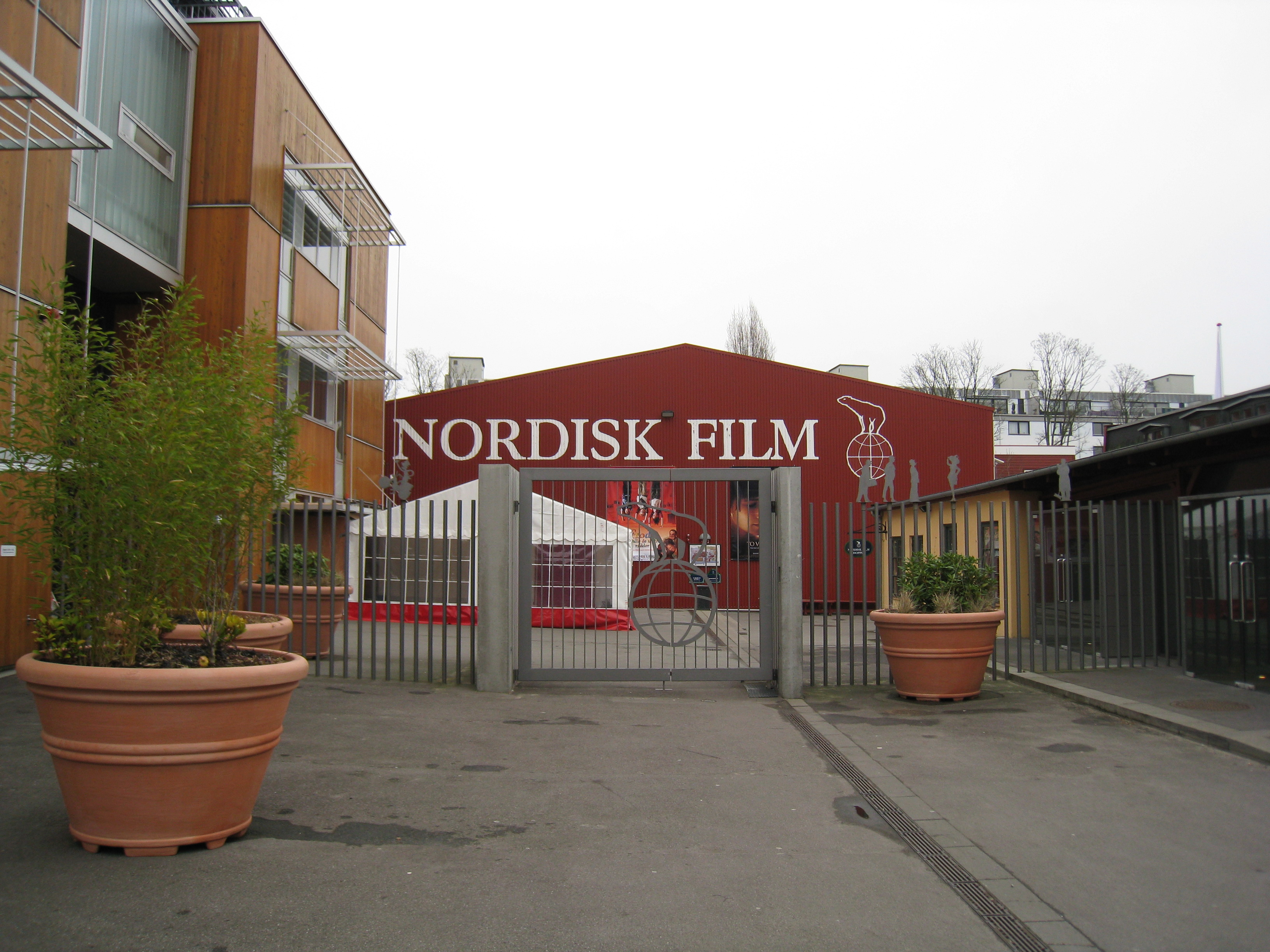
Haupteingang des Nordisk-Film-Geländes in Valby

Nordisk Film A/S ist eine der ältesten noch bestehenden Filmgesellschaften der Welt. Sie ist im Kopenhagener Stadtteil Valby ansässig (⊙) und beschäftigt etwa 1200 Mitarbeiter in sechs Ländern.

## Geschichte
Sie wurde 1906 von Ole Olsen zunächst als Ole Olsen’s Film Industry oder Ole Olsen’s Film Factory, und schließlich am 6. November 1906 als Nordisk Films Compani in Vimmelskaftet, Dänemark gegründet. Zum ersten wichtigen Regisseur der Firma wurde Viggo Larsen, der 1907 den erfolgreichen Streifen Löwenjagd in Elleore drehte. In den 1910er Jahren drehte der Regisseur August Blom zahlreiche Filme für die Gesellschaft, unter anderem die Gerhart-Hauptmann-Verfilmung Atlantis (1913) mit Olaf Fønss in der Hauptrolle. 1914 debütierte Benjamin Christensen mit dem vor allem wegen seines ausgereiften Licht-und-Schatten-Einsatzes gelobten Film Det hemmelighedsfulde X. 1919 hatte Carl Theodor Dreyer mit Præsidenten hier sein Regiedebüt.
Auch Asta Nielsen begann 1910 bei Nordisk, ging jedoch schon kurze Zeit später nach Deutschland. Der meistbeschäftigte Schauspieler der Firma war Valdemar Psilander, der 1917 Suizid beging.
Der bekannteste Regisseur der zweiten Jahrhunderthälfte war Erik Balling, der unter anderem durch die Filme mit der Olsenbande (ab 1968) oder die Fernsehserien Oh, diese Mieter (ab 1970) und Die Leute von Korsbaek (ab 1978) bekannt wurde.
1984 wurde unter Führung von Nordisk Film der erste Privatfernsehsender „Weekend-TV“ in Dänemark gegründet. Seit 1992 gehört Nordisk Film zur Egmont-Gruppe. Aus Anlass des 100-jährigen Jubiläums ehrten die Nordischen Filmtage 2006 Nordisk Film mit einer Retrospektive.
Seit 1996 vergibt Nordisk Film aus Anlass seines 90-jährigen Jubiläums den Nordisk Filmpreis (Nordisk Film Prisen) an Personen für besondere Verdienste um den dänischen Film und das dänische Fernsehen. Seit 2006 wird von Nordisk, ein nach dem dänischen Regisseur Erik Balling benannter Preis, das Erik Ballings Reisestipendium vergeben.
Des Weiteren wird ebenfalls ab 2006 dem dänischen  Schauspieler Ove Sprogøe (1919–2004) zu Ehren alljährlich ein von Nordisk Film und dem Schauspieler Morten Grunwald gestifteter Ove-Sprogøe-Preis (Ove Sprogøe Prisen) verliehen, der als dänischer Kulturpreis für außergewöhnliche Leistungen bzw. Darbietungen in Theater, Film oder Fernsehen steht. Dieser Preis ist mit einer Prämie in Höhe von 30.000 Kronen verbunden.

## Produktionen
- 1907: Løvejagten på Elleore
- 1910: Die weiße Sklavin I (Den Hvide Slavehandel)
- 1913: Liebelei
- 1914: Die Waffen nieder! (Ned med våbnene)
- 1915: Revolutionshochzeit
- 1917: Die Lieblingsfrau des Maharadscha
- 1919: Die Lieblingsfrau des Maharadscha. Zweiter Teil
- 1919: Der Präsident (Præsidenten)
- 1924: Klein Dorrit (Lille Dorrit)
- 1928: Jokeren
- 1953: Adam & Eva (Adam Og Eva)
- 1963: Sommer in Tirol (Sommer i Tyrol)
- 1965: 2 × 2 im Himmelbett (Halløj i himmelsengen)
- 1965: Hau’ ihn zuerst, Freddy (Slå først, Frede)
- 1966: Slap af, Frede
- 1967: Martha
- 1968 bis 1998: Die Olsenbande (14 Filme)
- 1970–1974 Oh, diese Mieter (Huset på Christianshavn)
- 1971: Ballade på Christianshavn
- 1978 bis 1982: Die Leute von Korsbaek
- 1983: Forræderne
- 1984: Kopenhagen – Mitten in der Nacht
- 1985: Den kroniske uskyld
- 1986: Mord im Dunkeln (Mord I Mørket)
- 1988: Mord im Paradies (Mord i paradis)
- 1988: Katinka / Ved Vejen
- 1989: Valby – Das Geheimnis im Moor (Miraklet i Valby)
- 1990: Manden der ville være skyldig
- 1999: Olsenbandens siste stikk (norwegische Neuverfilmung)
- 1999 bis 2000: Olsen-bandens første kup (Fernsehserie)
- 2001: Olsenbande Junior (dänischer Film)
- 2001–2010: Olsenbande Junior (norwegische Filmreihe)
- 2003: Lad de små børn
- 2004: Das Babylon-Syndrom
- 2005: Der schönste Tag (Den store dag)
- 2005: Anklaget
- 2006: Supervoksen
- 2006: Das Genie und der Wahnsinn (Sprængfarlig bombe)
- 2008: To verdener
- 2010: Die Olsenbande in feiner Gesellschaft (Olsen-banden på de bonede gulve, computeranimierter 3D-Film)
- 2013: Die Olsenbande auf hoher See (Olsen-banden på dybt vand)
- 2023: Weihnachten in der Schustergasse (Den første julen i Skomakergata)

## Direktoren
- 1906: Ole Olsen
- 1910–1912: Alfred Lind